# Klänge aus der Walachei
Klänge aus der Walachei ist ein Walzer von Johann Strauss (Sohn) (op. 50). Das Werk wurde am 18. Januar 1848 nach dem Gregorianischen Kalender, bzw. dem 6. Januar nach dem damals dort gültigen Julianischen Kalender, in Bukarest uraufgeführt.

## Weblink
- Klänge aus der Walachei bei der Naxos-CD-Beschreibung

## Einzelnachweis
1. ↑  Quelle: Englische Version des Booklets (Seite 36) der 52 CDs umfassenden Gesamtausgabe der Orchesterwerke von Johann Strauß (Sohn), Hrsg. Naxos (Label). Das Werk ist als zweiter Titel auf der 11. CD zu hören.